# Ansoffmatrix

De Ansoffmatrix

De Ansoffmatrix is een marketinggereedschap dat bedacht is door Igor Ansoff (1918-2002) en werd voor het eerst gepubliceerd in een artikel in 1957. De matrix maakt het voor marketeers mogelijk om de wijze van zakelijke groei te bepalen aan de hand van bestaande en/of nieuwe producten enerzijds en bestaande en/of nieuwe markten anderzijds. Deze beide verdelingen vormen vier zogenaamde product/markt-combinaties. De matrix helpt bedrijven in de besluitvorming over benodigde acties, gegeven een bepaalde ambitie. Het model wordt ook wel Ansoffs product-marktmatrix genoemd.

## Vier strategieën
De matrix bestaat uit vier strategieën:
- marktpenetratie, kwadrant 'huidige markt - huidig product'
- productontwikkeling, kwadrant 'huidige markt - nieuw product'
- marktontwikkeling, kwadrant 'nieuwe markt - huidig product'
- diversificatie, kwadrant 'nieuwe markt - nieuw product'

### Marktpenetratie
Er is sprake van marktpenetratie als een bedrijf eenzelfde markt blijft betreden met bestaande producten. De beste manier om hierbij een plaats te verwerven is te richten op klanten van de concurrent en een deel van hun marktaandeel in handen zien te krijgen. Bij marktpenetratie wordt onderscheid gemaakt tussen marktverbreding en marktverdieping:
- bij marktverdieping worden promotiemiddelen ingezet om bestaande klanten te bewegen tot een grotere afname van het eigen product
- bij marktverbreding worden promotiemiddelen ingezet om nieuwe klanten te werven

Marktpenetratie is de minst risicovolle manier voor een bedrijf om te groeien.

### Productontwikkeling
Een bedrijf met een markt voor zijn huidige producten kan overgaan tot een strategie om andere producten te ontwikkelen voor diezelfde markt. Bijvoorbeeld: McDonald's is altijd actief in de fastfoodindustrie, maar zet dikwijls nieuwe snacks in de markt. Vaak als een bedrijf een nieuw product in de markt zet, kan het nieuwe klanten voor die producten werven. Vandaar dat nieuwe productontwikkeling als cruciale bedrijfsontwikkeling kan worden beschouwd om zo concurrerend te blijven.

### Marktontwikkeling
Om het marktaandeel te vergroten kan een gevestigd product worden ingezet voor het bestrijken van een geheel nieuw segment aan klanten.

### Diversificatie
Bijvoorbeeld: Virgin Group bestrijkt met nieuwe producten zoals Virgin Cola, Virgin Megastores, Virgin Airlines en Virgin Telecommunications nieuwe markten waar het bedrijf zich voordien niet manifesteerde.

## Matrix
De matrix illustreert in het bijzonder dat de risico's toenemen naargelang de strategie afbuigt van de bekende hoedanigheid (het kwadrant 'huidig product - huidige markt'). Productontwikkeling (door bijvoorbeeld met een geheel nieuw product op de markt te komen) en marktontwikkeling (door bijvoorbeeld te richten op een geheel nieuwe doelgroep) vormen een groter risico dan marktpenetratie waarbij met bestaande producten de winstmogelijkheden binnen de bestaande markt verder uitgebouwd worden. Diversificatie (het kwadrant 'nieuw product - nieuwe markt') draagt het grootste risico met zich mee.
Ansoff gebruikte aanvankelijk niet de matrixvorm, maar zette de diversificatiestrategie af tegen de andere drie mogelijkheden. Terwijl de laatstgenoemde drie mogelijkheden normaal gesproken worden gevolgd door dezelfde technische middelen, financiële middelen en verkoopmiddelen binnen de eigenlijke productielijn, vereist daarentegen diversificatie geheel nieuwe vaardigheden, nieuwe technieken en nieuwe faciliteiten. Als gevolg daarvan leidt dat dan ook nagenoeg onvermijdelijk tot fysieke en organisatorische veranderingen binnen de bedrijfsstructuur en vertegenwoordigt dit kwadrant een breuk met eerdere ervaringen. Vanuit dat oogpunt richten de meeste marketingactiviteiten zich dan ook op marktpenetratie; de Ansoffmatrix is dan ook ondanks zijn bekendheid van beperkte waarde, hoewel het als geheugensteun wel een nuttige uiteenzetting is van de openstaande mogelijkheden.